# 張連昌
張連昌（1913年12月10日—1986年1月16日），臺灣臺中市后里區墩西里人，台灣薩克斯風之父。

## 生平
張連昌從小學習國畫及裱褙，喜歡演奏樂器，因此與友人張基盤、張騰輝共組輕音樂團，張連昌為小喇叭手。至三十四歲，放棄學畫並開始研究西洋樂器。直到有一次偶然獲得一把已燒毀的薩克斯風，花三個月時間逐一將所有零件精準地繪成製作圖，再花二年半時間以手工方式自行摸索、研發，完成第一把台灣製造的薩克斯風。
張連昌所研發的薩克斯風獲得廣大迴響，因而成為台灣西洋樂器製造先驅，讓后里成為製造薩克斯風的重鎮。他培育樂器工匠，除要會製作，更要求會調音、懂樂譜、能演奏。他也帶動后里的音樂風氣。許多的樂器師傅，更被台視大樂團網羅成為演奏樂師，如負盛名的番王、許文男等。現今后里樂器製造廠很多都是他第二代、第三代甚至是第四代的弟子。

張連昌薩克斯風博物館

張連昌在一次修理中華民國空軍樂隊樂器時失去右眼視力。
張連昌去世後由第二代兒子張文燦、張文旭 
繼續傳承各自品牌